# عبد الحميد الجلاصي
عبد الحميد الجلاصي (بالفرنسية: Abdelhamid Jlassi)‏ ولد في 1960 في بو حبيب إحدى قرى محافظة نابل في الشمال الشرقي للجمهورية التونسية (تونس). وهو سياسي تونسي، ناضل لأربعين سنة في حركة النهضة وكان قياديا بارزا فيها وتقلد منصب النائب الأول لرئيسها قبل أن يستقيل في مارس 2020.

## السيرة الذاتية
بعد الدراسة الابتدائية والثانوية في محافظته، التحق الجلاصي بالمدرسة الوطنية للمهندسين بقابس في الجنوب التونسي سنة 1979، وتخرج منها بشهادة مهندس أول اختصاص كيمياء سنة 1986. التحق منذ سنته الأولى في الجامعة بالفرع الطلابي لحركة الاتجاه الإسلامي (النهضة حاليا) وأشرف بداية من 1983 على فرع مدرسة المهندسين وواكب حراك الساحة الطلابية وكان من المؤسسين لمنظمة الاتحاد العام التونسي للطلبة، ونشط صلب هياكله.
اعتقل سنة 1985 بسبب نشاطاته

التحق بعد تخرجه سنة 1986 بالهياكل المركزية للحركة وأشرف على جهازها الإداري خلال المواجهة مع نظام بورقيبة في آخر أشهره وسجن بسبب ذلك قبل أن يطلق سراحه بعد تغيير النظام السياسي بانقلاب الوزير الأول الجنرال زين العابدين بن علي.
في بداية سنة 1988 التحق بالمكتب التنفيذي للنهضة مشرفا على جهازها الداخلي الذي يضم شؤون العضوية والتربية والتكوين والإدارة والمهجر والفروع الجهوية، ثم خيّر في صائفة نفس السنة، العودة إلى الجامعة مسؤولا عن الجناح الطلابي قبل أن يعود في ديسمبر 1989الى عضوية المكتب التنفيذي للحركة التي غيرت اسمها إلى حركة النهضة.

تعتقل في أفريل 1991 وتعرض لتعذيب شديد، قبل أن تصدر المحكمة العسكرية حكما بسجنه مدى الحياة في أواخر 1992. 
قضى أكثر من 16 سنة متنقلا بين أغلب سجون البلاد وساهم مع آلاف المناضلين في نضالات كثيرة وإضرابات جوع احتجاجا على سياسات التجويع والأبعاد والتجهيل والقتل البطيء
تعرضت زوجته منية إبراهيم للسجن، ثم للمضايقة لأكثر من عشر سنوات، كما سجن ثلاثة من أشقائه ونُفي رابع وتعرضت شقيقاته للتضييق.عاد بعد خروجه من السجن في شهر نوفمبر 2007 إلى العمل السري في قيادة الداخل من أجل إعادة بناء الحركة وإحياء هياكلها. وكان نائبا لمضرف قيادة الداخل حمادي الجبالي.

بعد الثورة التونسية في 2011، كان للجلاصي مكانة هامة في قيادة حركة النهضة، حيث أشرف على البناء التنظيمي وقاد حملة انتخاب المجلس الوطني التأسيسي التونسي في أكتوبر 2011. ثم عُيّن منسقا عاما ونائبا أولا لرئيس الحركة، وبصفته تلك ترأس اللجنة التي سهرت على إدارة مشاركة الحركة في الحوار الوطني أوت 2013/فيفري 2014

كما قاد حملة انتخابات أكتوبر 2014

أعلن الجلاصي استقالته من عضوية المكتب التنفيذي للنهضة في 27 جانفي 2015، وعلل ذلك بخلافات عميقة حول منهجية التسيير ونمط الحوكمة قبل أن يعود في موقعه نائبا أول لرئيس الحركة ومسؤولا خاصة على ملف التخطيط الاستراتيجي والتأهيل القيادي بعد المؤتمر العاشر (ماي 2016)
اختار الجلاصي مع مجموعة من القيادات عدم الانضمام إلى المكتب التنفيذي ومحاولة تعديل الاوضاع من خلال عضوية مجلس الشورى.
في الرابع من مارس 2020 أعلن الجلاصي استقالته النهائية من الحركة ونشر رسالة مطولة تتضمن مآخذاته التنظيمية والسياسية والفكرية.

## الحياة الشخصية
عرف الجلاصي بصوته الأجش، الذي نتج عن مرضه جراء التعذيب عندما كان في السجن. 

زوجته هي منية ابراهيم، التي تركها حاملا عندما دخل السجن، والتي أنجبت بنتا لم يقابلها مباشرة دون حاجز الا عندما بلغت الثانية عشرة وعند خروجه من السجن كانت قد تجاوزت السادسة عشرة من عمرها. 

كانت منية إبراهيم ناشطة في صفوف الحركة في الفضاء الطلابي وسجنت سنة 1994، بعد الثورة انضمت إلى عضوية المكتب التنفيذي للنهضة وفازت بمقعد في المجلس الوطني التأسيسي (أكتوبر 2011) ثم بمقعد في مجلس نواب الشعب اثر انتخابات أكتوبر 2014.
شارك الجلاصي في عديد اللقاءات التفاوضية وعديد الندوات المعنية بتجارب الانتقال الديموقراطي وموقع الحركات الإسلامية فيها، كما شارك في عديد الملتقيات للتعريف بالتجربة التونسية (باريس/روما/أوسلو/إسطنبول/ الدوحة/القاهرة/جينيف/زيوريخ/مدريد/بيروت)
له اهتمامات بحثية محورها مسارات الانتقال الديموقراطي وتحولات حركات الإسلام السياسي والاستراتيجيات الانتخابية.
يكتب بانتظام

## مؤلفاته

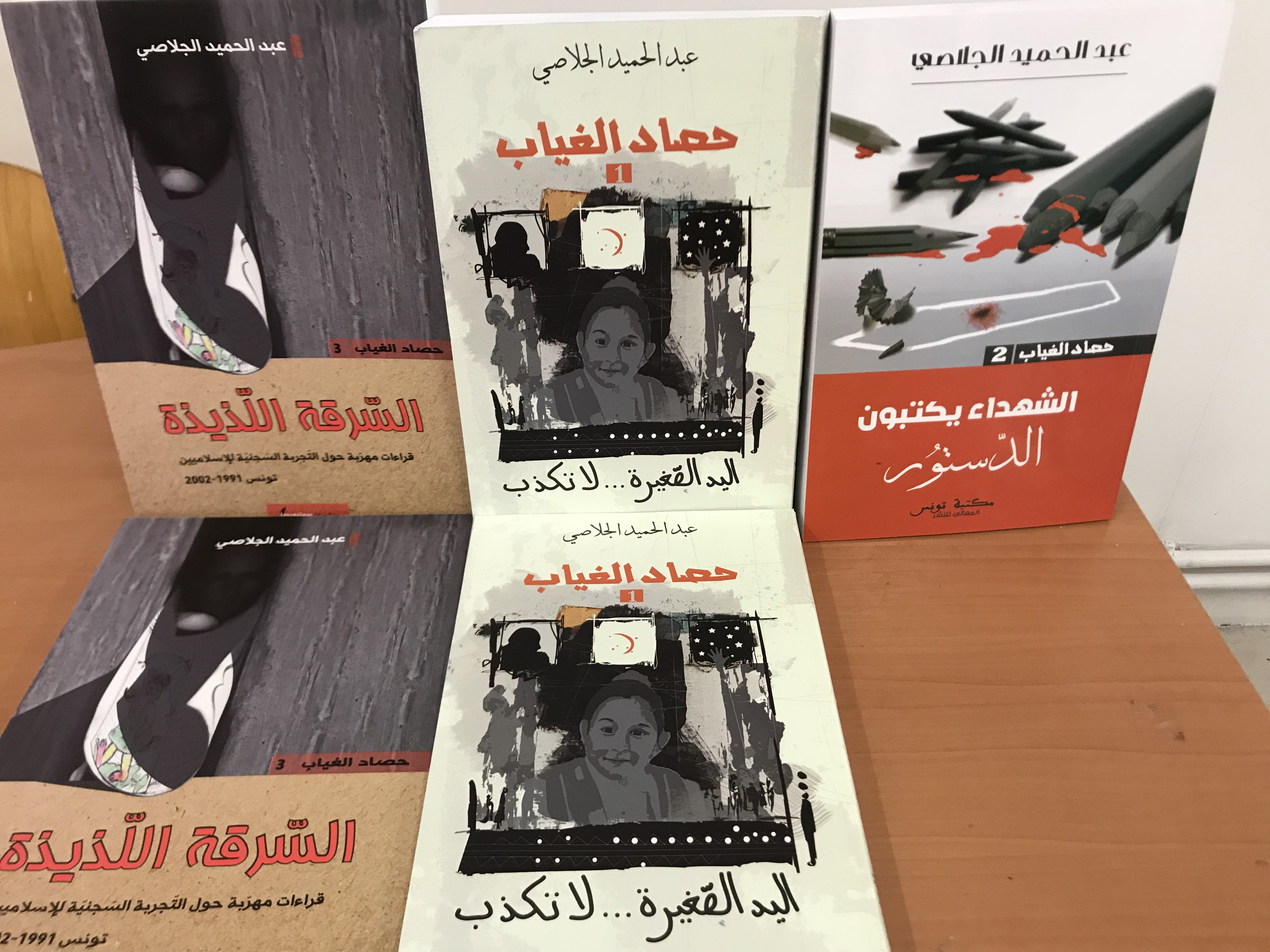
كتبه الثلاثة في ثلاثية حصاد الغياب.
يشتغل الجلاصي على ما يسميه«كتابة المسافة واعادة بناء الذاكرة وصياغة سردية التنوع» أي التفكر في خلاصات التجارب وتحويلها إلى دروس ووعي.
احتفى في سلسلته الأولى:«حصاد الغياب» بملحمة المقاومة السجنية للاستبداد ووضع فيها على ذمة القرّاء والباحثين عشرات الرسائل التي ارسلها أو تلقّاها من عائلته، وقد صدر منها:
ثلاثية حصاد الغياب
- اليد الصغيرة لا تكذب، مكتبة تونس، 2016 .
- الشهداء يكتبون الدستور، مكتبة تونس، 2017.
- السرقة اللذيدة، مكتبة تونس، 2017.

واحتفى في «سلسلة دفاتر ما قبل الثورة» بدروس الاستبداد بعد محنة السجن من خلال سلاح الكتابة، وقد أصدر منها:
- دولة الخوف، منشورات سوتيميديا للنشر والتوزيع، تونس 2018

أما سلسلته الأخيرة «إدارة التغيير في سياق انتقالي» فهي تفكر في المسار الثوري منذ سنة 2011 وقد أصدر منها:
- من الجماعة إلى الحزب السياسي، منشورات سوتيميديا للنشر والتوزيع، تونس 2021

وقد تعهد الجلاصي باصدار كتابين آخرين ضمن نفس السلسلة يهتم أحدهما بالقضايا ذات الطبيعة السياسية فيما يهتم الثاني بالقضايا الفكرية والنظرية.
لم ينقطع الجلاصي عن العمل السياسي بعد استقالته وهو يبشر بشيء جديد لم يكشف طبيعته بعد.

## مقالات ذات صلة
- حركة النهضة (تونس).